# Rammstein: Paris
Rammstein: Paris är ett livealbum av det tyska Neue Deutsche Härte-bandet Rammstein, släppt den 19 maj 2017. Inspelningen är från bandets konsert i Palais Omnisports de Paris-Bercy i Paris, Frankrike i mars 2012. Rammstein: Paris är bandets tredje utgivna livealbum, efter Live aus Berlin (1999) och Völkerball (2006).
Albumet är regisserat av den Jonas Åkerlund, som med hjälp av 35 kameror och två separata shower fångat bandets actionfyllda närvaro. Rammstein: Paris vann i kategorin Best Live Concert vid UK Music Video Awards 2017.

## Innehåll
Samtliga låtar är skrivna av Rammstein.

### Standardutgåvan på DVD/Blu-Ray
1. Intro
2. "Sonne"
3. "Wollt Ihr Das Bett In Flammen Sehen?"
4. "Keine Lust"
5. "Sehnsucht"
6. "Asche Zu Asche"
7. "Feuer Frei!"
8. "Mutter"
9. "Mein Teil"
10. "Du Riechst So Gut"
11. "Links 2 3 4"
12. "Du Hast"
13. "Haifisch"
14. "Bück Dich"
15. "Mann Gegen Mann"
16. "Ohne Dich"
17. "Mein Herz Brennt"
18. "Amerika"
19. "Ich Will"
20. "Engel"
21. "Pussy"
22. "Frühling In Paris"

- Making Of (Dokumentär) - 30 minuter

Speltid: 128 minuter

### 2 CD Digipak

#### CD 1
1. Intro
2. "Sonne"
3. "Wollt Ihr Das Bett In Flammen Sehen?"
4. "Keine Lust"
5. "Sehnuscht"
6. "Asche Zu Asche"
7. "Feuer Frei!"
8. "Mutter"
9. "Mein Teil"
10. "Du Riechst So Gut"
11. "Links 2 3 4"
12. "Du Hast"
13. "Haifisch"

#### CD 2
1. "Bück Dich"
2. "Mann Gegen Mann"
3. "Ohne Dich"
4. "Mein Herz Brennt"
5. "Amerika"
6. "Ich Will"
7. "Engel"
8. "Pussy"
9. "Frühling In Paris"

Speltid: 98 minuter